# ويليام أرمسترونغ (سياسي)
ويليام أرمسترونغ (بالإنجليزية: William Armstrong)‏ هو سياسي أمريكي، ولد في 1795، وتوفي في 1847.